# پابلو رودریگز (بازیکن فوتبال، زاده ۲۰۰۱)
پابلو رودریگز (انگلیسی: Pablo Rodríguez؛ زادهٔ ۴ اوت ۲۰۰۱) بازیکن فوتبال است.